# Michael Barrantes
Michael Barrantes Rojas (Heredia, 1983. október 4. –) Costa Rica-i válogatott labdarúgó, jelenleg a Saprissa játékosa.

## Sikerek
Aalesunds
- Norvég kupagyőztes (1): 2010–11

Saprissa
- Costa Rica-i bajnok (5): 2008 Apertura, 2010 Clausura, 2018 Clausura, 2020 Clausura, 2021 Clausura
- CONCACAF-bajnokok ligája (1): 2019

## Fordítás
Ez a szócikk részben vagy egészben  a   Michael Barrantes című angol Wikipédia-szócikk fordításán alapul.  Az eredeti cikk szerkesztőit annak laptörténete sorolja fel. Ez a jelzés csupán a megfogalmazás eredetét és a szerzői jogokat jelzi, nem szolgál a cikkben szereplő információk forrásmegjelöléseként.